# Pérignac (Charente-Maritime)
Pour les articles homonymes, voir Pérignac.
Pour l’article ayant un titre homophone, voir Peyrignac.
Pérignac est une commune du sud-ouest de la France située dans le département de la Charente-Maritime (région Nouvelle-Aquitaine).
Ses habitants sont appelés les Pérignacais et les Pérignacaises.

## Géographie

### Communes limitrophes
| Montils                 | Brives-sur-Charente | Salignac-sur-Charente |
| Saint-Seurin-de-Palenne | Pérignac            | Ars (Charente)        |
| Bougneau                | Échebrune           | Coulonges             |

## Urbanisme

### Typologie
Au 1er janvier 2024, Pérignac est catégorisée commune rurale à habitat dispersé, selon la nouvelle grille communale de densité à 7 niveaux définie par l'Insee en 2022.
Elle est située hors unité urbaine et hors attraction des villes,.

### Occupation des sols
L'occupation des sols de la commune, telle qu'elle ressort de la base de données européenne d’occupation biophysique des sols Corine Land Cover (CLC), est marquée par l'importance des territoires agricoles (93,7 % en 2018), en diminution par rapport à 1990 (96,2 %). La répartition détaillée en 2018 est la suivante : 
terres arables (50,2 %), cultures permanentes (38,7 %), zones urbanisées (5,7 %), zones agricoles hétérogènes (4,8 %), forêts (0,6 %). L'évolution de l’occupation des sols de la commune et de ses infrastructures peut être observée sur les différentes représentations cartographiques du territoire : la carte de Cassini (XVIIIe siècle), la carte d'état-major (1820-1866) et les cartes ou photos aériennes de l'IGN pour la période actuelle (1950 à aujourd'hui).

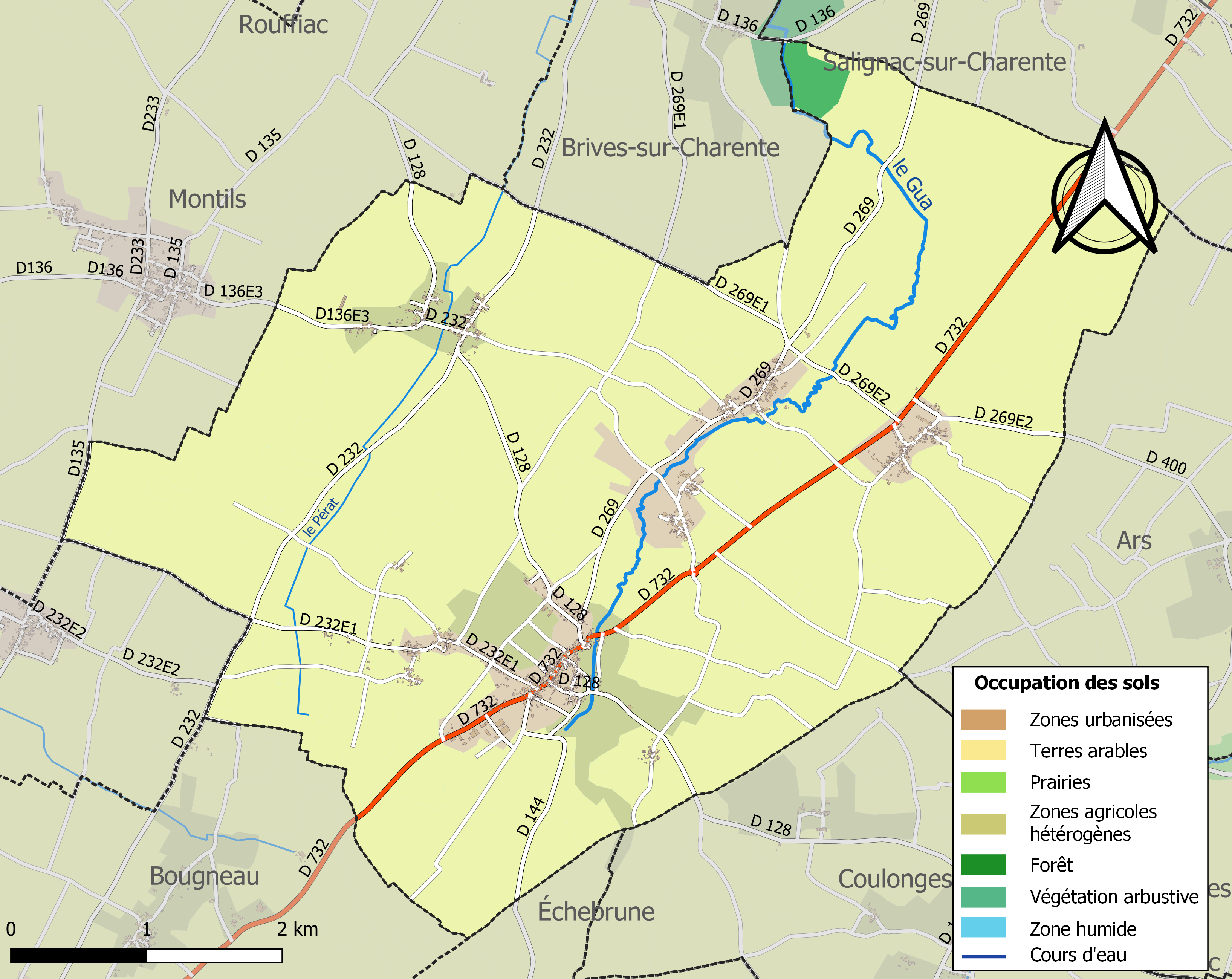
Carte des infrastructures et de l'occupation des sols de la commune en 2018 (CLC).

### Risques majeurs
Le territoire de la commune de Pérignac est vulnérable à différents aléas naturels : météorologiques (tempête, orage, neige, grand froid, canicule ou sécheresse), inondations, mouvements de terrains et séisme (sismicité faible). Il est également exposé à un risque technologique, le transport de matières dangereuses. Un site publié par le BRGM permet d'évaluer simplement et rapidement les risques d'un bien localisé soit par son adresse soit par le numéro de sa parcelle.

#### Risques naturels
Certaines parties du territoire communal sont susceptibles d’être affectées par le risque d’inondation par débordement de cours d'eau, notamment le Gua. La commune a été reconnue en état de catastrophe naturelle au titre des dommages causés par les inondations et coulées de boue survenues en 1982, 1999 et 2010,.

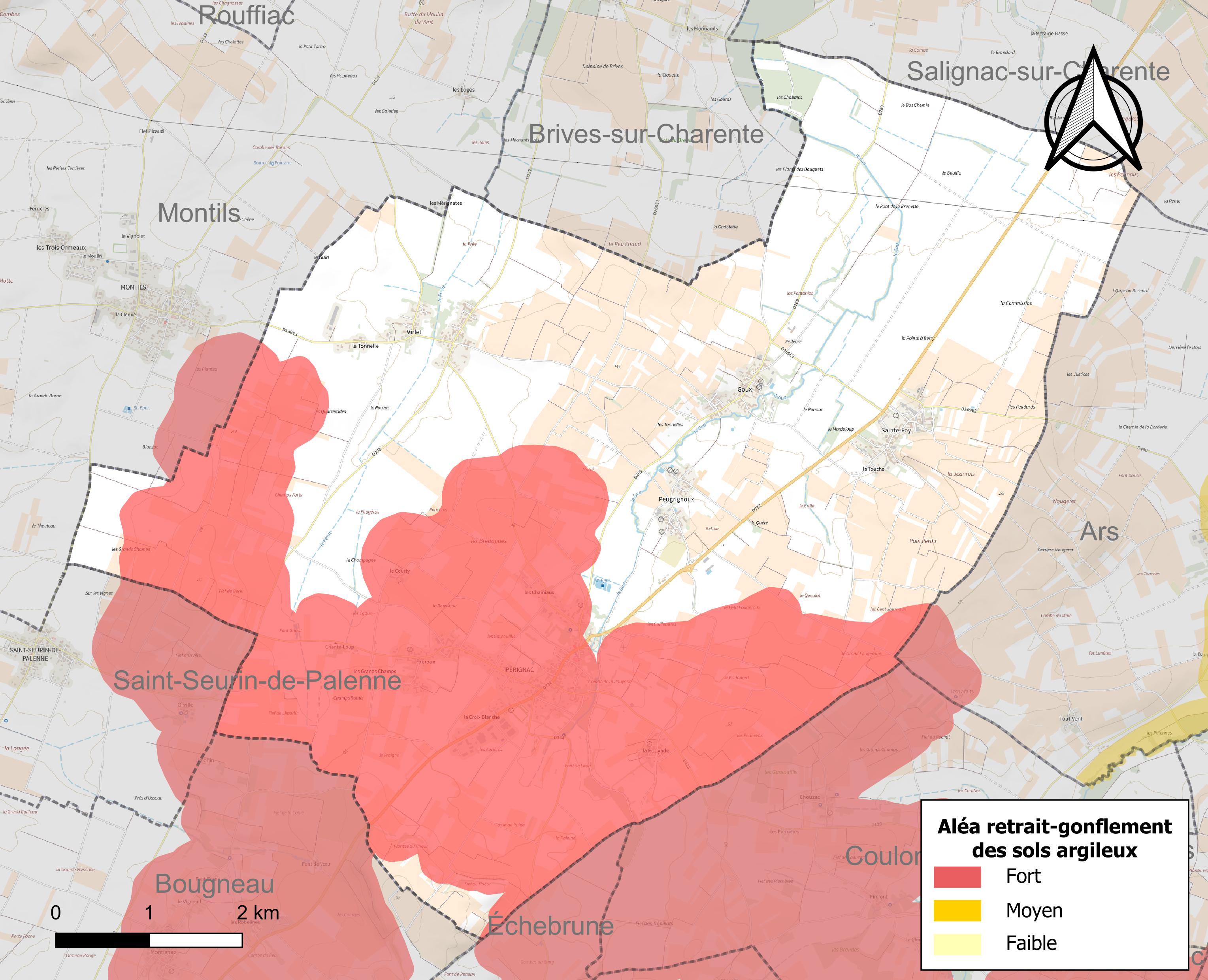
Carte des zones d'aléa retrait-gonflement des sols argileux de Pérignac.

Les mouvements de terrains susceptibles de se produire sur la commune sont des tassements différentiels.
Le retrait-gonflement des sols argileux est susceptible d'engendrer des dommages importants aux bâtiments en cas d’alternance de périodes de sécheresse et de pluie. 38,5 % de la superficie communale est en aléa moyen ou fort (54,2 % au niveau départemental et 48,5 % au niveau national). Sur les 548 bâtiments dénombrés sur la commune en 2019, 293 sont en aléa moyen ou fort, soit 53 %, à comparer aux 57 % au niveau départemental et 54 % au niveau national. Une cartographie de l'exposition du territoire national au retrait gonflement des sols argileux est disponible sur le site du BRGM,.
Par ailleurs, afin de mieux appréhender le risque d’affaissement de terrain, l'inventaire national des cavités souterraines permet de localiser celles situées sur la commune.
Concernant les mouvements de terrains, la commune a été reconnue en état de catastrophe naturelle au titre des dommages causés par la sécheresse en 2003 et par des mouvements de terrain en 1999 et 2010.

#### Risques technologiques
Le risque de transport de matières dangereuses sur la commune est lié à sa traversée par une ou des infrastructures routières ou ferroviaires importantes ou la présence d'une canalisation de transport d'hydrocarbures. Un accident se produisant sur de telles infrastructures est susceptible d’avoir des effets graves sur les biens, les personnes ou l'environnement, selon la nature du matériau transporté. Des dispositions d’urbanisme peuvent être préconisées en conséquence.

## Toponymie
Le nom de Pérignac viendrait de la villa d’un certain Patrinius ou Patrinus, nom de personne gallo-romain.

## Histoire
Pérignac se trouve sur le passage d’une voie préhistorique qui vient de l'est après être passée près du dolmen de Saint-Fort[réf. nécessaire].
Une voie romaine (le chemin Boisné qui reliait Saintes à Périgueux) est située en limite de la commune de Salignac-sur-Charente.
Des fouilles à la suite des travaux de remembrement ont permis de localiser plusieurs structures : du Néolithique, bronze ancien et âge de fer ainsi que des structures gallo-romaines.
En 1876, Salignac a été formée en commune distincte et à la suite de cette création, le cimetière qui se trouvait autour de l’église a été transféré au lieu-dit Martouret (1881).
Lors de la Seconde Guerre mondiale, un couple d'habitants du hameau de Virlet dénonça aux Allemands des personnes qui avaient hébergé un aviateur anglais en difficulté. Les habitants peignirent une svastika encore partiellement visible sur le mur de leur maison. À la Libération, ce couple alla se noyer dans la Charente au pont de Brives-sur-Charente[réf. nécessaire].
La kommandantur allemande s'était installée dans la demeure de Virlet située actuellement au 3 route de Brives. On voit dans le salon, devant la cheminée, la svastika accompagnée d'un Heil Hitler tracés sur le plancher avec un tisonnier rougi au feu. Plus tard, c'est le maquis qui s'y installa, certaines portes de chambres indiquent encore à la craie le nom des compagnies abritées (2e compagnie, 3e compagnie…).

## Administration

### Liste des maires

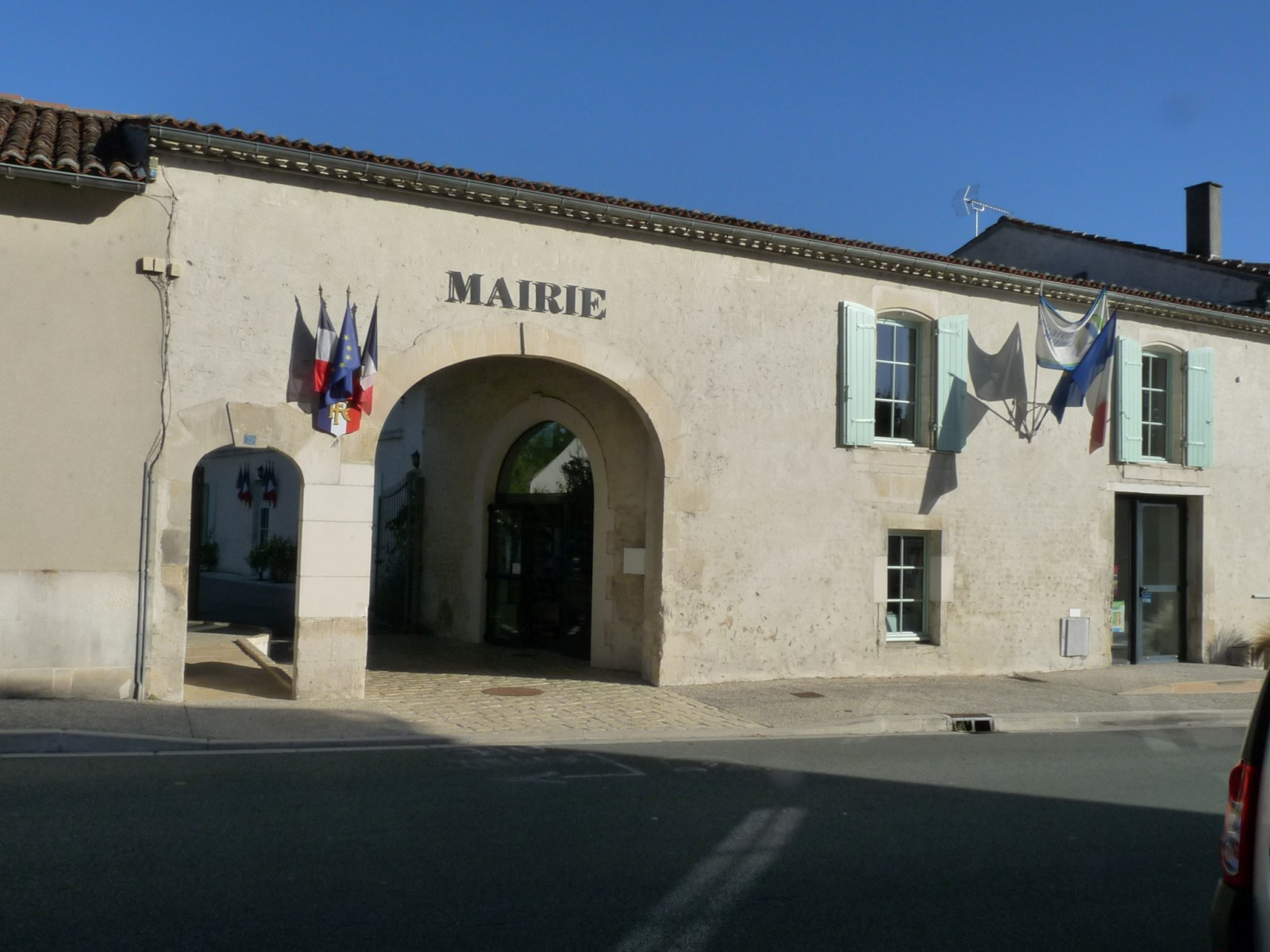
La mairie

| Période                                  | Période  | Identité        | Étiquette | Qualité                    |
| ---------------------------------------- | -------- | --------------- | --------- | -------------------------- |
| 2001                                     | En cours | Christian Dugué | DVG       | Administrateur de sociétés |
| Les données manquantes sont à compléter. |          |                 |           |                            |

### Région
À la suite de la mise en application de la réforme administrative de 2014 ramenant le nombre de régions de France métropolitaine de 22 à 13, la commune appartient depuis le 1er janvier 2016 à la région Nouvelle-Aquitaine, dont la capitale est Bordeaux. De 1972 au 31 décembre 2015, elle a appartenu à la région Poitou-Charentes, dont le chef-lieu était Poitiers.

### Canton
La commune de Pérignac appartient au canton de Thénac depuis mars 2015. Avant cette date, elle faisait partie du canton de Pons dont elle était, par sa superficie et sa population, la deuxième commune après Pons.
Aujourd’hui, par sa superficie elle est la plus grande commune du canton de Thénac et la 8ème commune par sa population.

### Intercommunalité
La commune fait partie de la Communauté des communes de la Haute-Saintonge dont le siège administratif est fixé à Jonzac.
Elle adhère au Pays de Haute-Saintonge dont le siège administratif est situé à Jonzac.

## Démographie
L'évolution du nombre d'habitants est connue à travers les recensements de la population effectués dans la commune depuis 1793. Pour les communes de moins de 10 000 habitants, une enquête de recensement portant sur toute la population est réalisée tous les cinq ans, les populations de référence des années intermédiaires étant quant à elles estimées par interpolation ou extrapolation. Pour la commune, le premier recensement exhaustif entrant dans le cadre du nouveau dispositif a été réalisé en 2006.

En 2022, la commune comptait 959 habitants, en évolution de −4,86 % par rapport à 2016 (Charente-Maritime : +4,04 %, France hors Mayotte : +2,11 %).
| 1793  | 1800  | 1806  | 1821  | 1831  | 1836  | 1841  | 1846  | 1851  |
| ----- | ----- | ----- | ----- | ----- | ----- | ----- | ----- | ----- |
| 2 147 | 2 335 | 2 366 | 2 265 | 2 693 | 2 604 | 2 534 | 2 554 | 2 606 |

| 1856  | 1861  | 1866  | 1872  | 1876  | 1881  | 1886  | 1891  | 1896  |
| ----- | ----- | ----- | ----- | ----- | ----- | ----- | ----- | ----- |
| 2 511 | 2 595 | 2 549 | 2 369 | 1 624 | 1 447 | 1 332 | 1 285 | 1 371 |

| 1901  | 1906  | 1911  | 1921  | 1926  | 1931  | 1936  | 1946 | 1954  |
| ----- | ----- | ----- | ----- | ----- | ----- | ----- | ---- | ----- |
| 1 292 | 1 268 | 1 258 | 1 054 | 1 025 | 1 021 | 1 007 | 996  | 1 002 |

| 1962  | 1968 | 1975 | 1982 | 1990 | 1999 | 2006 | 2011 | 2016  |
| ----- | ---- | ---- | ---- | ---- | ---- | ---- | ---- | ----- |
| 1 002 | 907  | 878  | 867  | 964  | 966  | 972  | 987  | 1 008 |

| 2021 | 2022 | - | - | - | - | - | - | - |
| ---- | ---- | - | - | - | - | - | - | - |
| 978  | 959  | - | - | - | - | - | - | - |

Pérignac est la 148e commune la plus peuplée de Charente-Maritime sur 472 communes.

## Économie

### Agriculture

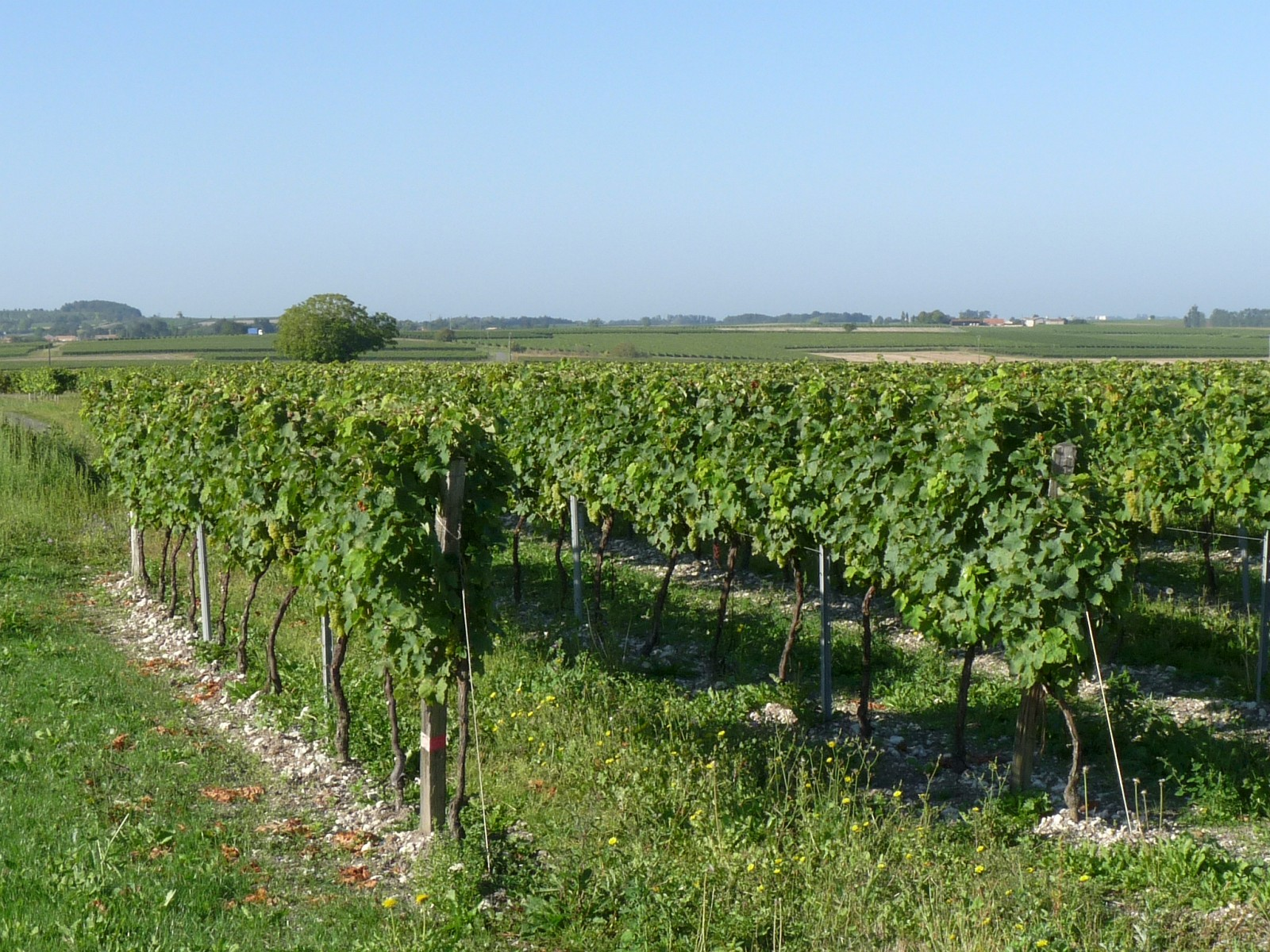
Le vignoble au Peu Friaud

Commune viticole par excellence, Pérignac a la particularité d'être la commune la plus plantée en vignes de tout l’ancien canton de Pons, elle est située dans le cru Petite Champagne du cognac.

### Industrie
Dans la zone industrielle des Agrières : l'entreprise Sotrinbois, producteur de moulures et originaire de la commune de Villiers-Couture, possède un site de production de panneaux, de tablettes et de plans de travail. Il y a également un site de l'entreprise SMB et un site de Drabigeon Inox et une entreprise de tailleur de pierre.

## Équipements, services et vie locale

### Enseignement

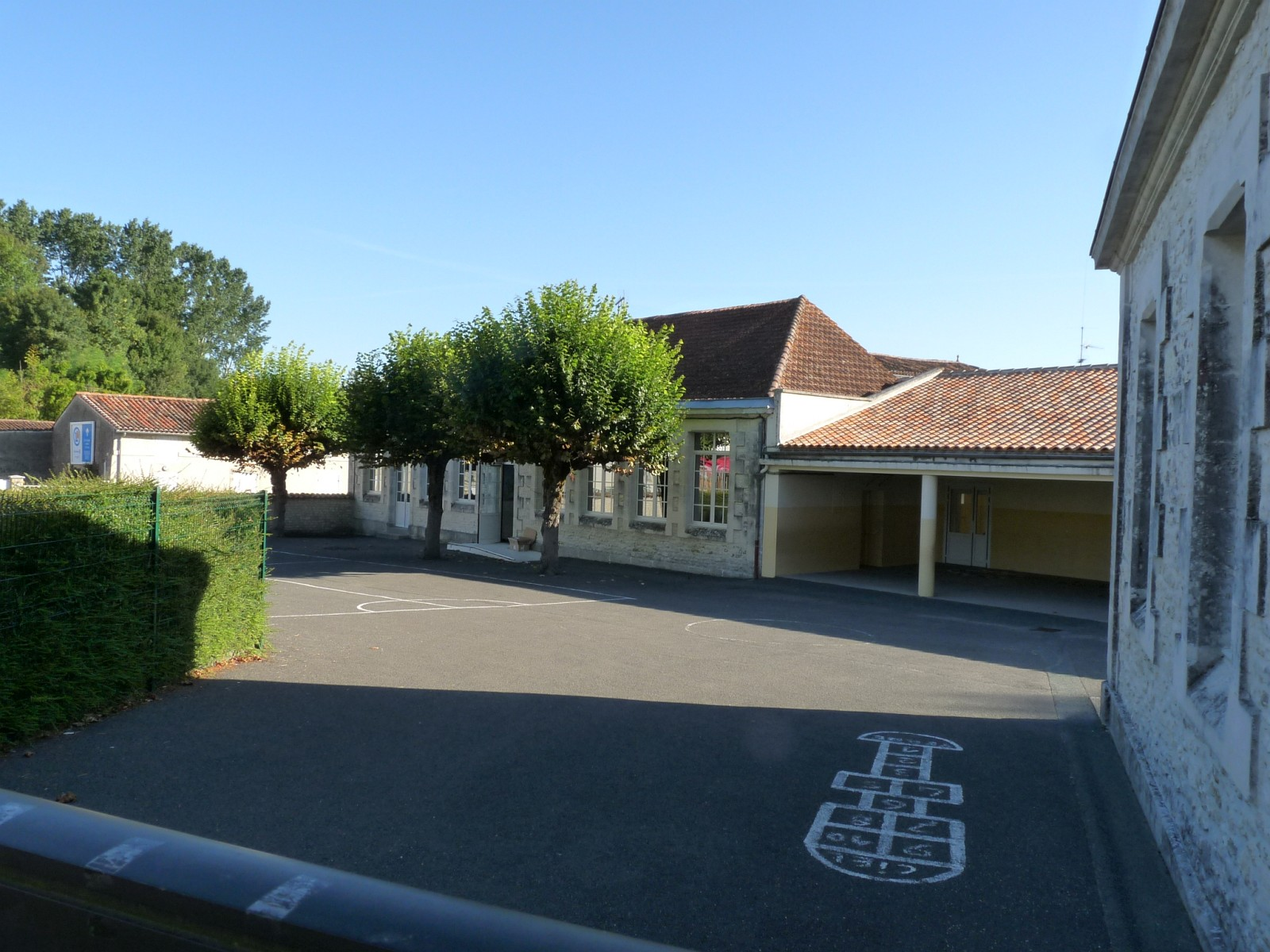
L'école

Une école est située au bourg.

### Vie communale
Il y a une boulangerie, un restaurant, une bibliothèque, une pizzeria, une supérette (boucherie) et un tabac.

### Santé
Un nouveau cabinet médical est en face de la salle des fêtes où se trouve : deux dentistes, deux médecins généralistes, un kinésithérapeute et des infirmières.
Il y a une pharmacie en face de la garderie et à côté de la mairie.

### Protection civile
Des pompiers volontaires se trouvent en haut de Pérignac.

### Culture
Il y a une bibliothèque à l'étage de la salle des associations.

### Frairies
Une salle des fêtes se trouve en haut de Pérignac à côté des terrains de tennis et de football.
Une salle municipale se trouve en face des bureaux de la mairie.

### Associations
- A.P.E (Association des Parents d'élèves)
- A.C.C.A (Chasse)
- Club des aînés ruraux
- Comités des fêtes
- Confrérie des Echansons
- Amicale des Pompiers

### Associations Sportives
- Club de tennis
- Amicale de pétanque
- Entente Sportive Football
- Gym village

## Lieux et monuments

### Patrimoine religieux
La Vierge Marie sur le chemin du Martouret.
https://photocognac.files.wordpress.com/2018/06/pc3a9rignac-vierge-marie-c3a0-lentrc3a9e-de-pc3a9rignac-25-juin-2018-4-e1529940514196.jpg
L'église paroissiale Saint-Pierre est une imposante église fortifiée qui a été construite au XIIe siècle à l'emplacement d'une petite chapelle propriété de Guillaume Fier à Bras, comte du Poitou, qui la donna en 989 à l'évêché de Saint-Jean-d'Angély, cette chapelle devient église sous le nom de Saint-Pierre.
De style roman, sa façade a été plusieurs fois remaniée et le portail est plus petit qu'à l'origine. Au XIIIe siècle, elle a été surélevée avec ajout de deux chambres de tir dans les contreforts d'angles. Dans le même temps, le pignon triangulaire a été supprimé. Le clocher a été modifié en tourelle de guet, une chambre haute munie d'archères a été construite.
L'église Saint-Pierre offre de magnifiques sculptures : sur la façade, la Vierge et les apôtres, la fenêtre à voussure décorée de têtes de chevaux. Le cordon inférieur est orné d'un échiquier et le supérieur de douze figurines nues. Le grand motif de l'ascension dans une gloire en amande représente le Christ entouré de deux anges.
La nef a été remaniée au XIIIe siècle, elle est gothique, voûtée sur croisées d'ogives. Cette église était flanquée de deux monastères de Bénédictins au sud, depuis disparus[réf. nécessaire].
L'église a été classée monument historique le 21 janvier 1907.

Église Saint-Pierre
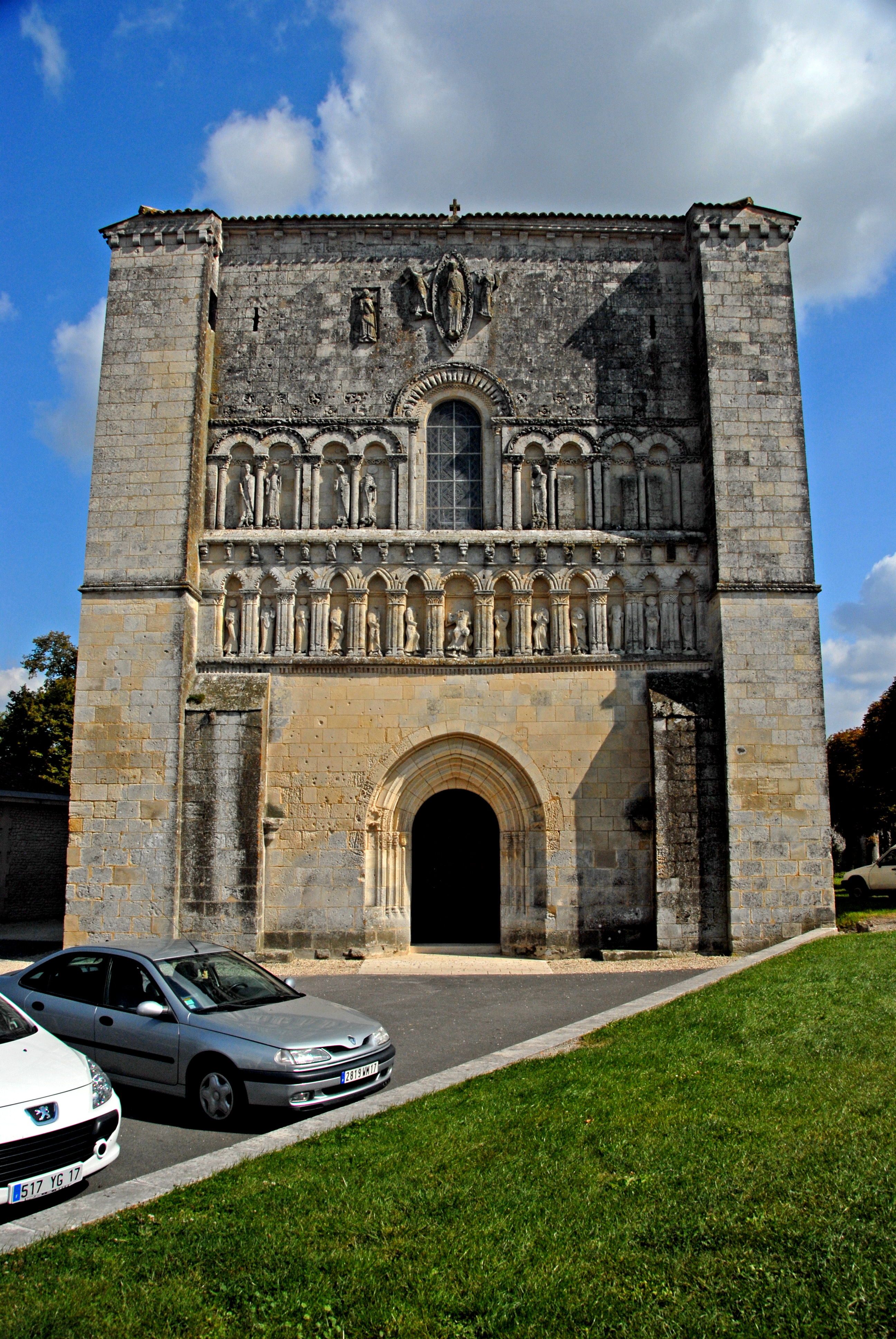
La façade.
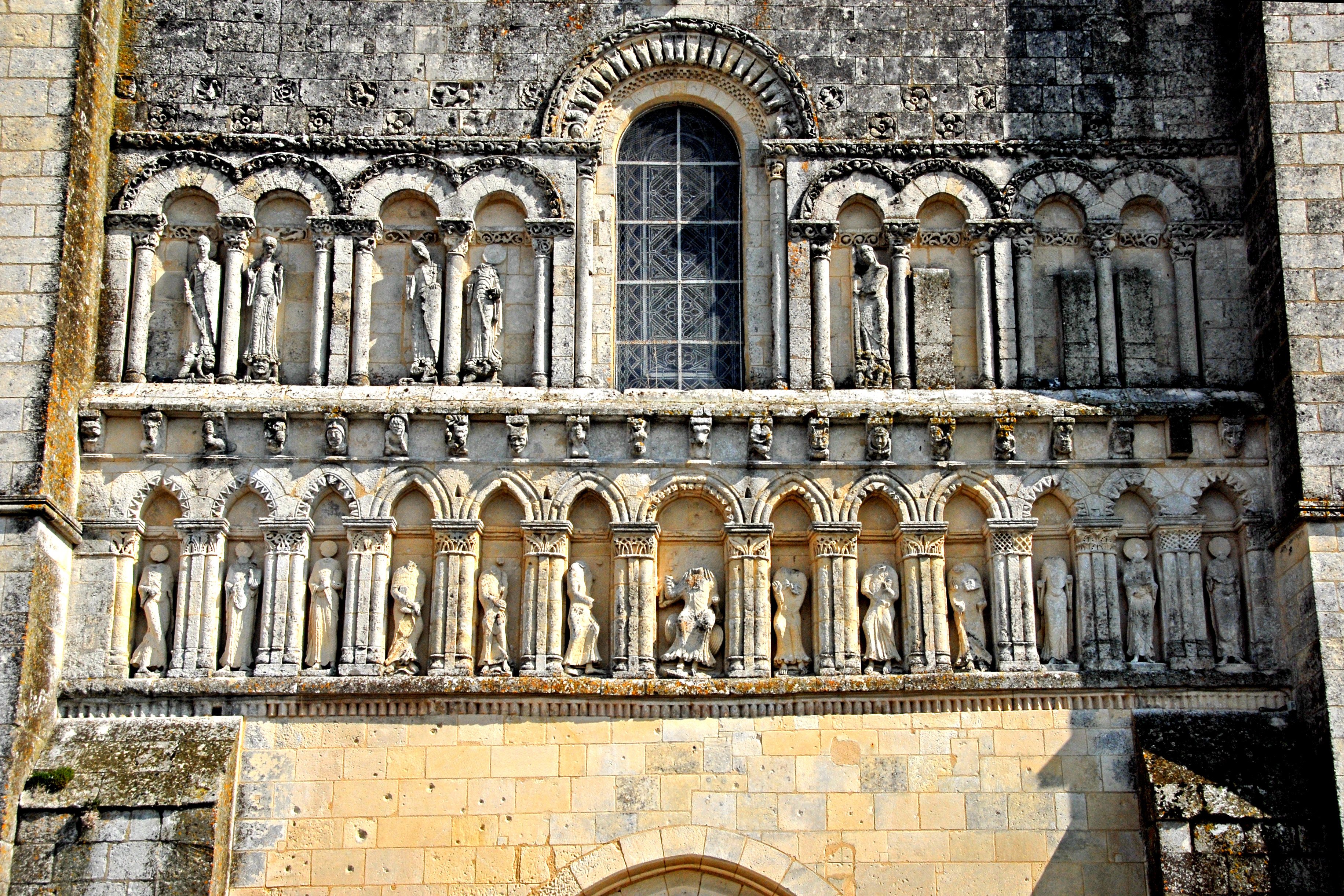
Détail de la façade.
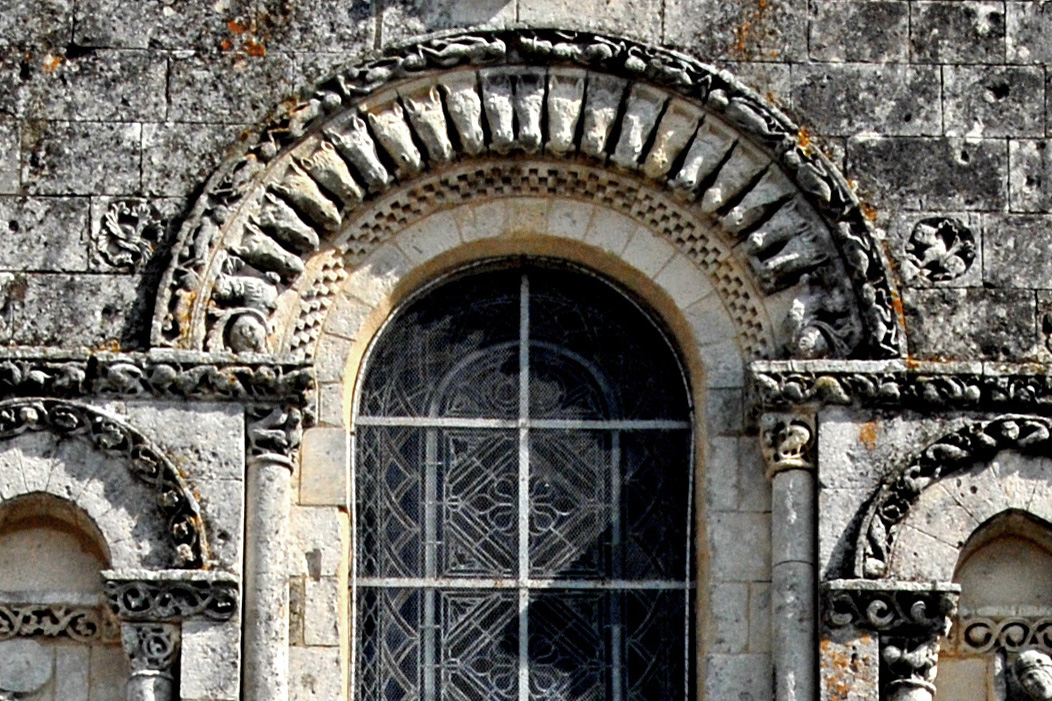
Archivolte à têtes de chevaux.
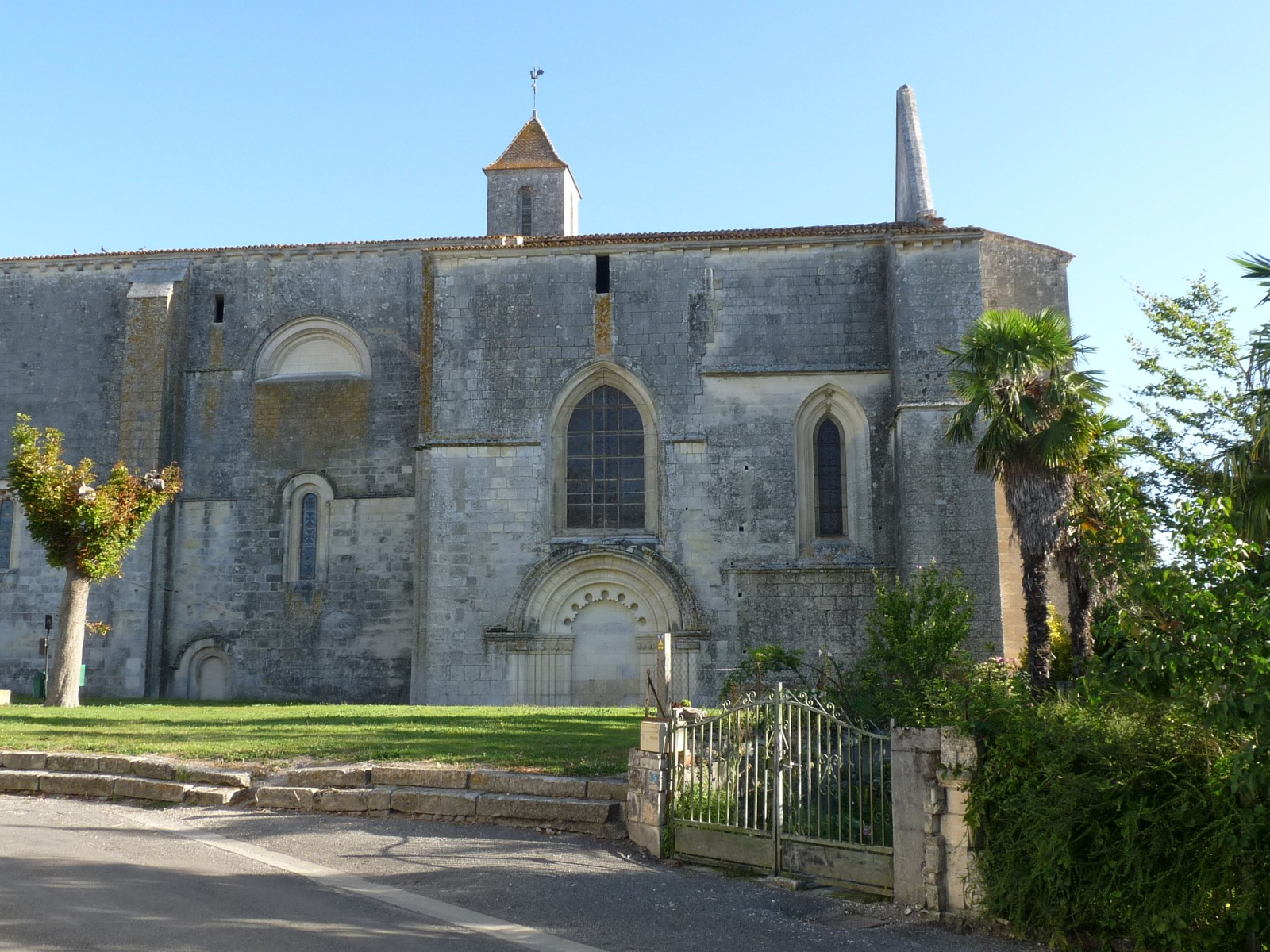
Vue latérale sud avec le clocher au nord.
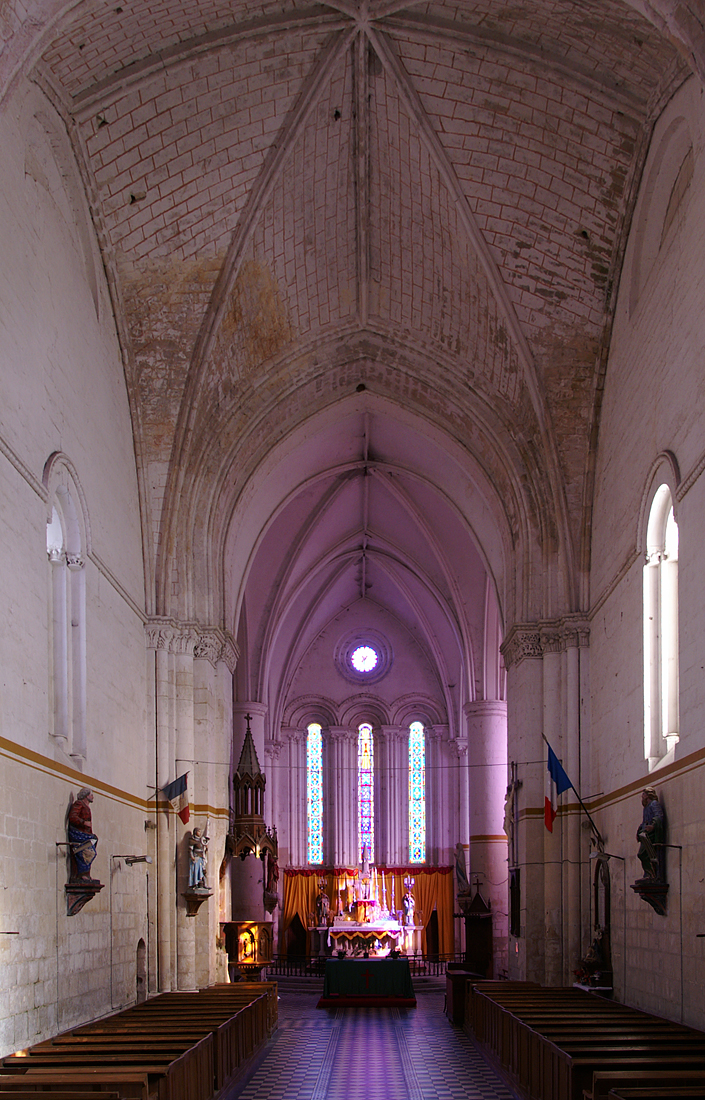
La nef.

### Patrimoine civil
La mairie de Pérignac est où se trouvait le presbytère de l'église. (photo à voir dans l'administration)
La fontaine Saint-Pierre qui se trouve derrière la boulangerie et à côté de l'hôtel Adalie dans le chemin de la Fontaine Saint-Pierre.
Le lavoir qui se trouve dans la rue de Saintes.
Le cimetière date de 1876, lorsque le hameau de Salignac-sur-Charente a été séparé de la commune de Pérignac pour devenir une commune à part, il se trouve depuis cette année 1876 au lieu-dit Martouret.
Le monument aux morts de Pérignac est original et unique dans la région.

## Sentiers de randonnée
Pérignac est une des étapes d'un sentier de grande randonnée balisé, le GR 360.

## Personnalités liées à la commune
- Le docteur Guillotin, dont les parents habitaient Pérignac, donna son nom à la machine destinée à supprimer les souffrances du condamné : « une simple impression de froid au niveau du cou » annonçait-il…

Une impasse à son nom a été créé en hommage à ses parents, dans la rue de l'église.